# 行政官フィリップ・ドゥルー
『行政官フィリップ・ドゥルー』（ぎょうせいかんフィリップ・ドゥルー、Philip Dru: Administrator: A Story of Tomorrow, 1920-1935（行政官フィリップ・ドゥルー:明日の物語、1920年-1935年））は、1912年にエドワード・マンデル・ハウスが発表した政治小説である。当初は匿名で出版されたため作者不明であったが、共和党のローレンス・シャーマン上院議員の議会での演説により、作者がハウスであることが明らかにされた。歴史家によれば、ハウスは最も親しい政友であるウッドロウ・ウィルソンにこの本を渡し、バミューダ旅行中に読んでもらったという。

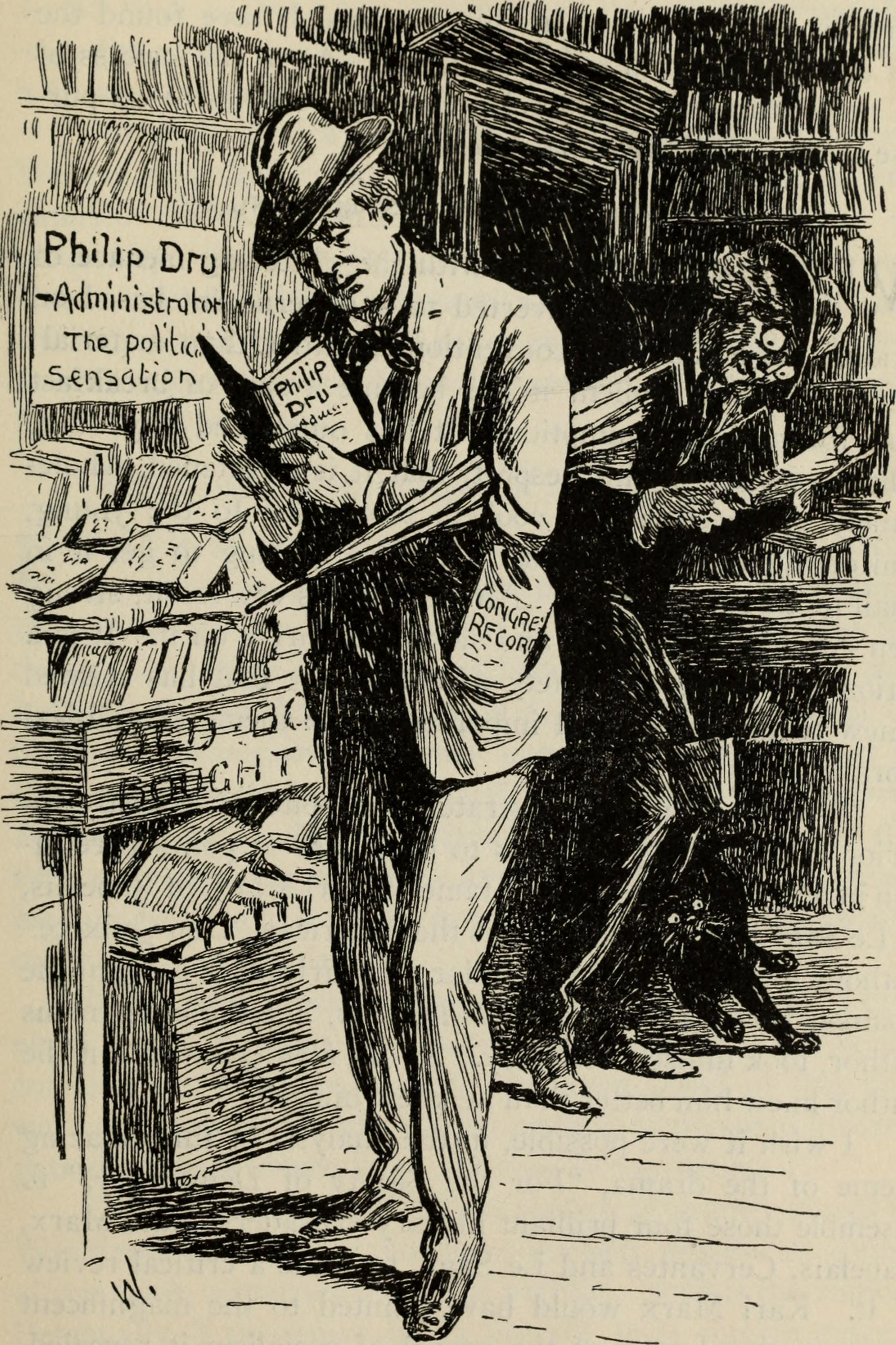
Senator Sherman Discovers the Basis of Political Morality（シャーマン上院議員、政治的道徳の基礎を発見） - 『フォーラム』誌に掲載された風刺漫画（1919年）

## あらすじ
この小説は、発行の時点では未来である1920年から1935年までを舞台とする。主人公フィリップ・ドゥルーは、民主主義の州であるアメリカ西部を率いて、金権政治にまみれたアメリカ東部との内戦に挑む。この戦いに勝利したハウスはアメリカの独裁者となり、様々な改革を実施して正義と民主主義を取り戻した後に退陣する。
ハウスは、この小説の中で次のような多くの政治的信念を概説した。
- 連邦法人設立法(Federal Incorporation Act)。全ての企業の取締役会に政府と労働者の代表を参加させる[6][7]。
- 公共サービス企業は、その純利益を政府と共有しなければならない[6][7]。
- 全ての電信機・電話機を政府が所有する[6][8]。
- 鉄道経営における政府代表[6][8]。
- 大統領の任期を1期に制限[6][9]。
- 老齢年金法の改正[6][10]。
- 労働者保険法[6][10]。
- 協同組合のマーケティングと土地銀行[6][10]。
- 無料職業紹介所[6][10]。
- 1日8時間、週6日労働[6][10]。
- 労働力を商品としない[6][10]。
- 労働争議の政府による仲裁[6][10]。
- 全ての医療の政府による所有[6][10]。

## 書評
この本は、当時の人気の高さもあって、歴史的にも重要な評価やコメントの対象となっている。
ジョン・M・クーパーは、ウッドロウ・ウィルソンの伝記の中で、この政治小説はほとんどがゴーストライターによって執筆されたものだと書いている。ハウスの伝記を書いたチャールズ・E・ノイはこれを否定し、「ハウス文書」の中にハウス自身が書いたオリジナルの原稿があり、さらに、タイプされた草稿に訂正のメモがあることを指摘している。
歴史家のポール・ジョンソンは、「奇しくも1911年に彼（ハウス）は政治小説『行政官フィリップ・ドゥルー』を出版していた。慈悲深い独裁者が企業所得税を課し、保護関税を廃止し、信用信託を解体するという内容で、ウッドロウ・ウィルソンと彼の1期目を顕著に連想させるものであった」と書いた。
カンザス大学の歴史学者ビリー・ジェンセンは、「フィリップ・ドゥルーは、明らかにハウスの野心と政治的な夢の両方を表現したものであり、ウッドロウ・ウィルソンに多大な影響を与えた人物の思想を表現したものである。フィリップ・ドゥルーの改革ほどユートピアの要素がすぐに実行されたことはめったになく、ハウスほどユートピア的な改革者が影響力を持ったこともめったにない。これらの理由から、フィリップ・ドゥルーは重要な政治的文書である」と指摘した。
歴史家のアーサー・シュレジンジャーによれば、ウィルソン政権の内務長官のフランクリン・ナイト・レーンは、ウィルソンの統治スタイルが小説に書かれている内容に似ていると指摘している。「その本に書かれている『あるべき姿』は、女性の参政権も含めて、ゆっくりと実現していく。大統領は最後にはフィリップ・ドゥルーにたどり着くのだ」
『ニューヨーク・タイムズ』紙の書評でウォルター・リップマンは、この小説とその匿名の著者について、「もし著者が本当に事情通であれば、これは非常に興味深い本である」と書いている。
上院議員のローレンス・イエーツ・シャーマンは、議会でこの本について次のように語り、その影響力の大きさを指摘した。
ここには、（ハウス）大佐の精神的な内臓の全てが示されています。1918年の伝記にトワイライトゾーンがあるとすれば、大佐の312ページの小説は1912年の監視塔から暗闇の中をサーチライトのように照らし出すので、道行く人は皆、全てを見ることができます。『フィリップ・ドゥルー』は大佐自身の自叙伝であることと、「憲法をどうやってなくすか」という難問を解決していることを知っていれば十分です。
歴史家のウォルター・A・マクドゥーガルは、フィリップ・ドゥルーを1933年のディストピア映画『獨裁大統領』(Gabriel Over the White House) になぞらえている。